# Pelocoris
Pelocoris is een geslacht van wantsen uit de familie van de Naucoridae (Zwemwantsen). Het geslacht werd voor het eerst wetenschappelijk beschreven door Carl Stål in 1876.

## Soorten
Het genus bevat de volgende soorten:

- Pelocoris biimpressus Montandon, 1898
- Pelocoris binotulatus (Stål, 1860)
- Pelocoris bipunctulus (Herrich-Schäffer, 1853)
- Pelocoris carolinensis Torre-Bueno, 1907
- Pelocoris femoratus (Palisot, 1820)
- Pelocoris magister Montandon, 1898
- Pelocoris nepaeformis (Fabricius, 1803)
- Pelocoris nitidus Montandon, 1898
- Pelocoris poeyi (Guérin-Méneville, 1835)
- Pelocoris politus Montandon, 1895
- Pelocoris procurrens White, 1879
- Pelocoris subflavus Montandon, 1898
- Pelocoris shoshone La Rivers, 1948

Subgenus Dyocyttarus La Rivers, 1969
- Pelocoris megistus La Rivers, 1969